# ГЕС Тедзані I-ІІІ
ГЕС Тедзані I—III — гідроелектростанція на півдні Малаві. Знаходячись між ГЕС Нкула (вище по течії) та ГЕС Капічіра входить до складу каскаду на річці Шире, котра дренує озеро Ньяса та впадає ліворуч в Замбезі.
В межах проєкту річку перекрили греблею, котра утворила водосховище з площею поверхні 0,28 км2, об'ємом 1,1 млн м3  (корисний об'єм 0,6 млн м3) та можливим коливанням рівня між позначками 316 та 324 метри НРМ. Станом на 2013 рік через осади об'єм водосховища зменшився до 0,49 млн м3 (корисний об'єм 0,43 млн м3).
Від водосховища через лівобережний масив прокладено дериваційні тунелі, що ведуть до двох машинних залів — спільного для черг Тедзані I та Тедзані II, введених в експлуатацію у 1973 та 1977 роках, а також залу Тедзані III, завершеного в 1995-му. Останній тунель має довжину 1010 метрів, діаметр 6,5 метра та після балансувальної камери переходить у напірну шахту довжиною 136 метрів та діаметром 5,3 метра.
Як перша, так і друга черги мають по дві турбіни типу Френсіс потужністю по 10 МВт, що при напорі у 37 метрів в сукупності забезпечують виробництво 211 млн кВт·год електроенергії на рік. Третя черга обладнана двома турбінами того ж типу потужністю по 26 МВт, для яких показник напору складає 41,7 метра, а річне вироблення 291 млн кВт·год.
Відпрацьована вода одразу повертається у річку.
У 2010-х роках запланували спорудити ще один машинний зал (Тедзані IV), який обладнають однією турбіною типу Френсіс потужністю 18 МВт, що при напорі у 37 метрів вироблятиме 151 млн кВт·год електроенергії на рік. Подача води здійснюватиметься по тунелю довжиною 0,6 км, який після ставка-накопичувача переходитиме у напірний водогін довжиною 0,1 км.